# Lewis McIntosh
Lewis McIntosh (ur. ok. 1858, zm. 5 lutego 1929 w Fylde) – irlandzki rugbysta, reprezentant kraju.
W Home Nations Championship 1884 rozegrał jedno spotkanie dla irlandzkiej reprezentacji. Przeciwko Szkotom zdobył jedno przyłożenie, które jednak nie miało wówczas wartości punktowej.